# Nomia medionitens
Nomia medionitens är en biart som beskrevs av Cockerell 1947. Nomia medionitens ingår i släktet Nomia och familjen vägbin. Inga underarter finns listade i Catalogue of Life.